# الکساندر ریچاردسون (ورزشکار)
الکساندر ریچاردسون (انگلیسی: Alexander Richardson; ۱۱ مهٔ ۱۸۸۷ – ۲۲ ژوئیهٔ ۱۹۶۴) ورزشکار و پرسنل نظامی اهل بریتانیا بود. وی از برندگان مدال‌های بازی‌های المپیک زمستانی ۱۹۲۴ است.